# Impressive Instant
"Impressive Instant" é uma canção da artista musical estadunidense Madonna, contida em seu oitavo álbum de estúdio Music (2000). Originalmente, a canção foi planejada para ser o quarto single do disco, mas Madonna descartou a ideia após discussões entre ela e sua gravadora Warner Bros. Records. No entanto, a Warner Bros. lançou a música como single promocional do disco em 18 de setembro de 2001. Escrita e produzida por Madonna com o auxílio do produtor francês Mirwais Ahmadzaï, a faixa é brilhante e edificante em seu conteúdo lírico e em sua composição. Foi a primeira canção a ser gravada por Madonna e Ahmadzaï para o disco. Ahmadzaï trabalhou separadamente em seu laptop para produzir os elementos sonoros que Madonna queria na canção, já que era difícil gerar a música apenas no estúdio de gravação. "Impressive Instant" tem sido descrita como uma canção stromper club-savy e contém linhas de teclados futuristas, com os vocais de Madonna sendo distorcidos e robóticos.
"Impressive Instant" gerou críticas positivas pelos críticos de música pop contemporânea. Vários dos analistas nomearam a faixa como um "destaque" do disco, e elogiaram a produção de Ahmadzaï na faixa. Lançada apenas nos Estados Unidos, a música tornou-se um sucesso em boates, atingindo o topo da tabela genérica Hot Dance Club Play da Billboard. Com isto, "Impressive Instant" foi a vigésima sétima faixa de Madonna a atingir esta colocação na tabela, um recorde nunca atingido por nenhum artista. Foi a trigésima sétima canção de Madonna a posicionar-se entre as dez melhores colocações nesta tabela, sendo sua sétima canção consecutiva a atingir o topo da Hot Dance Club Play. Madonna apresentou "Impressive Instant" na turnê promocional Don't Tell Me Promo Tour e na turnê Drowned World Tour. Na primeira, Madonna interpretava a canção num estilo neo-ocidental, e na segunda Madonna interpretava a canção rodeada por bailarinos com máscaras de gás durante o segmento Neo-Punk.

## Antecedentes
Até o ano de 2000, Madonna estava namorando o diretor britânico Guy Ritchie, com que teve seu segundo filho, Rocco. Querendo distrair-se do caos da mídia em torno desta notícia, ela se concentro no desenvolvimento de seu oitavo álbum de estúdio Music. Estimulada pelo sucesso comercial de seu disco antecessor, Ray of Light (1998), ela estava interessa em retornar aos estúdios de gravação. Inicialmente, Madonna estava disposta a contribuir novamente com William Orbit, produtor principal Ray of Light, mas em 2000, decidiu mudar de opinião. Além disso, o mercado musical da época estava focado em cantoras como Britney Spears e Christina Aguilera, o que levou Madonna a procurar um som caraterístico do estilo musical da época. Tempo depois, ela foi apresentada ao DJ e produtor francês Mirwais Ahmadzaï através de amigos. Madonna gostou intensamente de seu pitch-shifting, pulverizando ritmos e utilizando o acid techno em suas canções. Ahmadzaï sempre preferiu correr riscos musicais, ele queria que as colaborações com Madonna dessem a ele o melhor da artista. Ahmadzaï observou: "O desafio era fazer com que aparecesse alguma coisa atual, algo escondido em sua personalidade. Tomo mundo sabe que ela [Madonna] é como um camaleão, uma mulher de negócios. Eu queria mostrar seu potencial como artista".
Uma das colaborações de Madonna e Ahmadzaï foi a música "Impressive Instant", descrita por Madonna como "francamente tola". Ela explicou: "Nós estávamos trabalhando nisso e eu pensei 'dane-se, vamos nos divertir', a vida seria uma porcaria se nós fossemos profundos e se estivéssemos sondando o tempo todo". A canção foi escolhida para ser o quarto single de Music, mas a Warner Bros. Records queria que "Amazing" fosse o quarto single do disco. Madonna sentiu que esta canção era similar ao seu single "Beautiful Stranger" (1999), e queria que "Impressive Instant" fosse o quarto single por ser mais eclética e futurista; no entanto, Madonna e a Warner Bros. entraram num empasse. Em entrevista ao canal russo Radio Monte Carlo 102.1 FM, o remixador Peter Rauhofer explicou que a Warner Bros. estava fazendo um plano para avançar o lançamento de "Amazing" sem a ajuda de Madonna, pois ela estava ocupada preparando sua futura turnê. Eles estavam planejando lançar um vídeo musical a partir da versão ao vivo de "Amazing" na turnê, mas Madonna decidiu tirar a canção da lista de faixas da turnê para ter certeza que a gravadora não iria tentar promover a canção, fazendo com que a ideia do quarto single fosse encerrada.

## Gravação e mixagem
As sessões de gravação de Music iniciaram-se em setembro de 1999 nos Sarm West Studios em Notting Hill, Londres. A primeira obra gravada por Madonna e Mirwais Ahmadzaï foi "Impressive Instant", desde que era a canção mais completa entre todas as demos apresentadas por Ahmadzaï à Madonna. Originalmente, a canção era um instrumental e não deveria ser incluída no álbum Production, de Ahmadzaï, e Madonna explicou a ele que tinha diferentes ideias para a composição e para as letras da obra. Ao perceber que a visão de Madonna sobre a composição da faixa seria difícil de ser produzida no estúdio, Ahmadzaï decidiu ir à Paris, onde trabalhou separadamente os elementos propostos por Madonna para a canção. Ahmadzaï adicionou: "Há diversos vocais picados na canção 'Impressive Instant' ... Não faz sentido alugar um lugar como o Sarm [West Studios] apenas para eu trabalhar dez segundos da música o dia todo, usando apenas um computador". Nos primeiros dez dias, Madonna e Ahmadzaï gravaram os vocais de apoio, as guitarras e outros elementos da canção em um Sony 48-track e os transferiu para a estação de áudio Logic Audio, utilizando os conversores do finalizador eletrônico TC; posteriormente, Ahmadzaï retornou à Paris com as gravações.
Ahmadzaï trabalhou obsessivamente para completar a gravação de "Impressive Instant", usando a deturpação característica de seu som. Ele usou o conjunto Auto-Tune Antares para o campo de correção. Explicando que o processador de áudio manteve a característica da voz de Madonna, ele explicou que Madonna não teve medo de utilizá-lo, diferente de outros artistas; ela teve apenas que cantar um pouco fora da sintonia e vibrato. A canção possui o efeito LFO em seu início, panorâmico da esquerda à direita, que criou o fundo da faixa. Para conseguir isso, Ahmadzaï utilizou o sintetizador Nord Lead, que passou por filtros de áudio. O baixo usado na canção foi subjugado, e não conteve nenhuma composição em alto ou em médio alcance. Em vez de usar um sintetizador Minimoog, Ahmazdaï utilizou a saída analógica Korg Prophecy, que criou um sintetizador diferente para a obra. Foram utilizados filtros de áudio para a primeira aparição da melodia, e a voz de Madonna foi processada através do harmonizador Eventide 3000, adicionando os efeitos dos filtros de áudio e do emulador E6400. Além disso, Ahmadzaï falou sobre sua gagueira característica na faixa, explicando:
| “ | Eu fiz toda essa gagueira logicamente. É muito, muito complicado, fatia por fatia. Você tem que experimentar muito isso para fazê-lo funcionar. Eu coloquei Auto-Tune em sílabas individuais. Às vezes eu uso 40 faixas de áudio em apenas um vocal de uma canção. Cada um tem um nível e um tratamento diferente, e então eu faço uma composição. Eu não poderia fazer isso com uma configuração analógica normal. A coisa do início e da interrupção é uma ideia que eu tive por um tempo [sic]. Normalmente, isso demora entre seis meses e um ano para as pessoas com quem estou trabalhando entender as minhas ideias. Com Madonna, isso foi totalmente diferente; da primeira vez que ela ouviu a música, ela adorou. Ela teve uma reação química para isso. Ela escutou e falou 'Ok, vamos fazer isso'. É por isso que eu gosto de trabalhar com ela. Você não precisa demorar seis meses ou um ano para explicar as coisas. | ” |

## Música e letra
|                                                    | "Impressive Instant" Uma amostra de 22 segundos do "Impressive Instant", começando no meio do colapso, seguida pelo sintetizador "borbulhante", e próximo ao final da amostra, pode ser ouvida a saída analógica da Korg Prophecy por Ahmadzaï. |
| Problemas para escutar este arquivo? Veja a ajuda. | |

Larry Flick, da Billboard, descreveu o "Impressive Instant" como um "experiente em boates", com linhas de teclado futuristas, com os vocais de Madonna mudando de "linhas distorcidas e robóticas" para "cantos divertidos e infantis". A autora Lucy O'Brien escreveu em seu livro Madonna: Like a Icon, que a música é uma mistura de techno ácido e transe pop. De acordo com as partituras publicadas no Musicnotes.com, "Impressive Instant" é definido na fórmula de compasso do tempo comum, com um ritmo moderadamente rápido de 123 batidas por minuto. É composto na chave de Dó maior com os vocais de Madonna variando de Lá3 a Lá4. A música segue uma sequência básica de Lám– G–Lám–Sol–Lám como sua progressão harmônica.
Rikky Rooksby, autor de The Complete Guide to the Music of Madonna, explicou que o "Impressive Instant" começou com o empate diminuído, de modo que a quantidade de agudos é muito menor inicialmente. Os vocais de Madonna são fortemente processados e são acompanhados por um som crepitante, que tem uma "rugosidade tátil", fazendo com que o mix pareça "uma lixa musical", escreveu Rooksby. Os vocais geralmente são isolados e são apoiados por ruídos de laser e um baixo de oitava. Um sintetizador "borbulhante" chega às 2:30 e, em seguida, o refrão de "I'm in a trance" é repetido, terminando a música com uma frase vocal solo.
A música tem letras como "Eu gosto de cantar, cantar e cantar, como um pássaro em um alado, alado, alado", enquanto riffs de teclado eletrônico e batidas de dance agitam toda a composição. Liricamente, "Impressive Instant" lida com amor à primeira vista "Você é o que eu estava esperando / eu nem sei o seu nome"  e, de acordo com O'Brien, é "um mundo abstrato de letras sem sentido, bolas de discoteca e brilho". Ele também fala sobre estar em transe e comparar com vários fenômenos cósmicos em linhas como "Sistemas cósmicos em um barbante, corpos astrais gotejam como vinho", mas finalmente retornam ao assunto da dança. DJ Peter Rauhofer foi contratado para remixar a faixa pela Warner Bros. Records em abril de 2001; ele transformou a música do techno em um house progressivo.

## Recepção crítica
"'Believe' de Cher e 'Genie in a Bottle' de Christina Aguilera, usaram os mesmos recortes eletrônicos que Madonna usa na música. Mas Mirwais e Madonna empurram os ciber vocais ainda mais. No diário de viagem do espaço sideral, Madonna é filtrada, remodelada, comprimida, ecoada e editada em saltos repentinos; ela entra e sai dos eletrônicos alucinatórios com facilidade caprichosa.

—Jon Pareles do The New York Times em sua análsie sobre a música.
Stephen Thomas Erlewine, do AllMusic, listou "Impressive Instant" como a faixa principal do álbum. Em uma resenha do álbum, Sal Cinquemani da Slant Magazine o saudou como "uma composição alegre". Michael Hubbard, da musicOMH, chamou a música de "puro gênio pop", dizendo que a faixa "rouba o show". Gary Crossing, da Dotmusic, descreveu a faixa como "um monstro sexy, baixo e pesado, com sintetizadores extravagantes, vozes robóticas e sussurros", complementando a frase "Eu gosto de cantar e cantar" que elogiaram a técnica de produção de Ahmadzaï e misturaram sons de disco com efeitos vocoder.  Barry Walters, da  Rolling Stone, chamou a música de "improvisação" e a descreveu como "[rugindo] como um foguete de rock e depois [ronronando] enquanto uma [Madonna] digitalmente mexia. David Browne, da Entertainment Weekly, sentiu que os versos de "Impressive Instant" têm as "letras mais idiotas de Madonna em tempos", e também elogiou a fusão de Ahmadzaï com as batidas do disco rígido e os vocais contorcidos. Greg Kot, do Chicago Tribune, creditou Madonna por prestar homenagem à dance music com "Impressive Instant"

Embora Madonna seja muitas vezes ofuscada por seus produtores, ela tem seus momentos e nunca fica mais inspirada do que o tão impressionante "Impressive Instant", mais uma homenagem à música que deixa ela e legiões de seguidores loucas. Ela merece crédito por permitir que sua mais recente interpretação dessa música seja dobrada e tão carinhosamente mutilada por seus colaboradores, e quando ela grita: 'Eu gosto de cantar e cantar / Como um pássaro em um alado alado', posso imaginar discotecas de Estocolmo a Sacramento enlouquecendo com ela.

Gary Mullholland, do The Guardian, sentiu que a persona indomável de Madonna estava oculta principalmente sob as camadas de efeitos eletrônicos e de vocoder, exceto em músicas como "Impressionante Instantâneo", com as frases "Eu gosto de cantar e cantar", fazendo a primeira metade do Music interessante. John Hand, da BBC, mão notado a influência de Ahmadzai 'peculiar' na produção da faixa, ele também chamou-a de boate e canção dançante. Michael Paoletta da Billboard, encontrou 'Impressive Instant' como "vibrante e com um tom inspirador". Alex Pappademas da Spin, bservou a diferença dos esforços de Madonna com Ray of Light e seu clima introspectivo e a natureza divertida e alegre de músicas como "Impressive Instant" em Music. Ben Dellio, do The Village Voice, elogiou a aliteração e a linha de baixo elástica da música, dizendo que teria sido um melhor abridor de álbuns do que a música-título. Ben Greenbank, do Sputnikmusic, fez uma crítica mista, dizendo que, embora "Impressive Instant" e "Runaway Lover" do Music fossem músicas decentes, eles não tinham nada de especial sobre eles. Em 14 de julho de 2019, Queerty listou "Impressive Instant" como uma das "14 músicas mais bizarras e loucas já gravadas" pela cantora. Samuel R. Murrian, do Parade, classificou-o no número 99 em sua lista das 100 melhores músicas de Madonna, chamando-a de "sinfonia eletrônica bizarra e indutora de transe".

## Desempenho comercial
O "Impressive Instant" não foi lançado comercialmente e também não foi entregue para o rádio; portanto, não apareceu em nenhuma tabela de vendas ou de exibição da Billboard. Foi lançado nas danceterias como um single promocional com remixes de Peter Rauhofer em 18 de setembro de 2001. A música estreou na Hot Dance Music/Club Play no número 25 da edição datada em 27 de outubro de 2001, tornando-se a "estreia mais quente da semana". Na semana seguinte, mudou-se 13 lugares para o número 12 na tabela. Na semana seguinte, o número subiu ainda mais e entrou no top dez no número quatro. Na edição da Billboard de 17 de novembro de 2001, o "Impressive Instant" alcançou o topo da tabela, tornando-se a 27ª música número um de Madonna nessa tabela, a mais para qualquer artista. Foi a 36ª música do top 10 da artista na lista Hot Dance Music/Club Play e seu sétimo no número um consecutivo nesta tabela, datando de "Beautiful Stranger" (1999), seguido por "American Pie" e "Music"em 2000, e "Don't Tell Me" e "What It Feels Like for a Girl" em 2001.

## Apresentações ao vivo
Madonna tocou "Impressive Instant" durante as turnês promocionais da Music. O primeiro deles foi em 5 de novembro de 2000, no Roseland Ballroom, em Nova Iorque, e o outro, em 29 de novembro de 2000, na Brixton Academy, em Londres. Os músicos que acompanhavam Madonna incluíam Ahmadzaï na guitarra e as cantoras de longa data Niki Haris e Donna DeLory. O palco secundário de Roseland foi usado para a apresentação e foi adornado como um país das maravilhas neo-ocidental, com fardos de feno, ferraduras com luz amarela e cactos prateados em todo o saguão e entrada. O palco estava envolto em uma Bandeira americana. Quando a música começou, a bandeira se levantou para revelar uma caminhonete Ford branca da qual Madonna emergiu, cantando "Impressive Instant". Dançarinos sem camisa a cercavam, enquanto ela posava no capô do caminhão e dançava. Os efeitos do vocoder na voz de Madonna foram removidos para a apresentação ao vivo, que Jennifer Vineyard da Rolling Stone sentiu que os vocais da cantora soavam "menos ridículos". Uma performance semelhante foi promulgado na Brixton Academy.

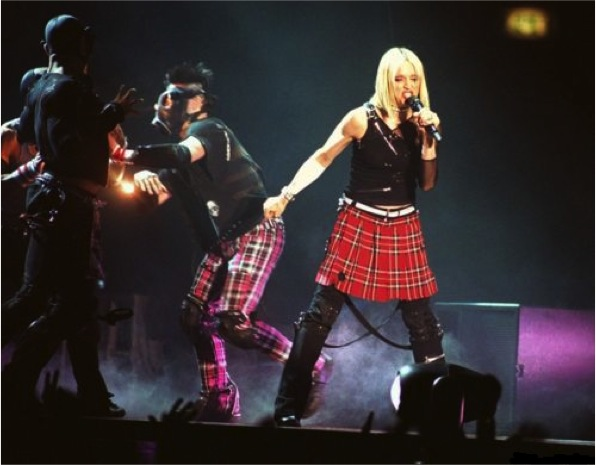
Madonna performando "Impressive Instant" durante a Drowned World Tour, ladeada por seus dançarinos vestindo máscaras de gás e preto e ropuas estílo punk.

Quando Madonna embarcou em sua Drowned World Tour em 2001, "Impressive Instant" foi adicionado como a segunda música do set list. Os figurinos foram desenhados por Jean-Paul Gaultier e tinham diversos acessórios, como coleiras de cachorro com cravos , pulseiras com cristais Swarovski e top esfarrapado. Madonna abriu o show com a seção punk, vestindo roupas pretas esfarrapadas e um kilt de tartã e cantando a primeira música, "Drowned World/Substitute for Love". Quando a música terminou, ela começou com "Impressive Instant", acompanhado por seus dançarinos usando máscaras de gás e envoltos em rolos de malha preta, perseguindo a cantora pelo palco. Segundo Stuart Lenig, autor do livro The Twisted Tale of Glam Rock, Madonna mesclou coreografia com narrativa na performance, enquanto ela e seus dançarinos cruzavam o palco. Os movimentos robóticos ao estilo de 1984 denotavam fascismo com os dançarinos perseguindo e depois tentando apalpar Madonna; no final, uma dançarina vestida de robô pegou uma grande mangueira e a enfiou entre as pernas da cantora, enquanto emitia neblina em direção à platéia. Lenig deduziu isso como um ato de alcançar orgasmo ou micção em relação à multidão. Santiago Fouz-Hernández, um dos autores do livro, Madonna's Drowned Worlds, encontrou semelhanças com a exploração de Madonna da cultura lésbica de seu trabalho anterior, na performance de "Impressive Instant". A colocação da máquina de nebulização entre as pernas era vista como simbolismo do falo e da ejaculação, e um exemplo da insistência da cantora em retratar a masculinidade.
O biógrafo J. Randy Taraborrelli , autor de Madonna: An Intimate Biography, fez uma crítica positiva da performance dizendo que "o desafio de ser uma atitude do rock, e adotada por Madonna, ela não hesitou em querer que seu público soubesse que não ao longo dos anos". Casper Llewellyn Smith, do The Daily Telegraph, sentiu que, com a apresentação da música, o show Drowned World "acelerou". Em uma crítica para o Los Angeles Times, o crítico Greg Kot disse que a resposta "balística" do público à performance de "Impressive Instant" e outra música "Candy Perfume Girl" confirmou a multidão. Uma crítica semelhante foi dada por Sal Cinquemani, da Slant Magazine, que descreveu a performance como uma "rotina de dança virulenta e possessiva", que deu o tom para todo o show. Alex Needham, da NME, comparou o desempenho com os do The Royal Ballet. Todd Ramlow, do PopMatters, criticou os vocais de Madonna no palco, sentindo que ela parecia plana durante as notas mais baixasda música. Os efeitos eletrônicos utilizados foram recebidos negativamente por Ramlow, que achou que a cantora deveria ter optado pela adição de vocalistas de apoio. A apresentação da música em 26 de agosto de 2001, no The Palace of Auburn Hills, nos arredores da cidade natal de Madonna, em Detroit, foi gravado e lançado no álbum de vídeo ao vivo, Drowned World Tour 2001, em 13 de novembro de 2001.

## Lista de faixas
A versão digital de "Impressive Instant" contém apenas a versão da faixa contida no álbum Music. O disco de vinil promocional contém duas faixas, ambas remixes, e o disco de vinil promocional de doze polegadas contém três faixas, também remixes.
| Download digital |                      |         |  |
| N.º              | Título               | Duração |  |
| 1.               | "Impressive Instant" | 3:37    |  |

| Disco de vinil |                                                            |         |  |
| N.º            | Título                                                     | Duração |  |
| 1.             | "Impressive Instant" (Peter Rauhofer's Universal Club Mix) | 9:39    |  |
| 2.             | "Impressive Instant" (Peter Rauhofer's Drowned World Dub)  | 8:25    |  |

| Disco de vinil de doze polegadas |                                                                     |         |  |
| N.º                              | Título                                                              | Duração |  |
| 1.                               | "Impressive Instant" (Peter Rauhofer's Universal Dub)               | 6:41    |  |
| 2.                               | "Impressive Instant" (Peter Rauhofer's Universal Radio Mixshow Mix) | 5:32    |  |
| 3.                               | "Impressive Instant" (Peter Rauhofer's Drowned World Dub Part 2)    | 7:25    |  |

## Créditos
Lista-se abaixo os profissionais e os locais envolvidos na elaboração de "Impressive Instant", de acordo com o encarte do disco Music:
| Gerência - Gravado nos Sarm West Studios, Notting Hill, Londres - Misturado nos Olympic Studios, Londres - Masterizado nos Metropolis Studios, Londres - Publicado por Webo Girl Publising, Inc., Warner Bros. Music Corp (ASCAP), 1000 Lights Music Ltd, Warner-Tamerlane Publising Corp. (BMI) | Profissionais - Madonna: escritora, vocalista, produtora - Mirwais Ahmadzaï: escritor, produtor, programação e teclados - Mike "Spike" Stent: gravação, mistura - Tim Young: masterização - Jake Davis: Pro Tools - Mark Endert: engenharia - Sean Spuehler: engenharia - Tom Hannen: assistente de engenharia - Tim Lambert: assistente de engenharia |

## Desempenho nas tabelas musicais
Após seu lançamento, a canção conseguiu alcançar a liderança da compilação genérica Hot Dance Club Play.

### Posições
| Tabela musical (2001)                                                     | Melhor posição |
| ------------------------------------------------------------------------- | -------------- |
| Estados Unidos (Hot Dance Club Play) (Peter Rauhofer's Drowned World Dub) | 1              |